# Liste des localités du grand-duché de Luxembourg
Ne doit pas être confondu avec Liste des localités de la province de Luxembourg.
Cette liste est sans doute incomplète et peut-être mal ordonnée. Votre aide est la bienvenue !
Voici la liste des localités luxembourgeoises par ordre alphabétique avec indication du nom en luxembourgeois et de la commune.
- Haut – A
- B
- C
- D
- E
- F
- G
- H
- I
- J
- K
- L
- M
- N
- O
- P
- Q
- R
- S
- T
- U
- V
- W
- X
- Y
- Z

## A
| Nom           | Nom luxembourgeois | Commune           |
| ------------- | ------------------ | ----------------- |
| Abweiler      | Obeler             | Bettembourg       |
| Ahn           | Ohn                | Wormeldange       |
| Allerborn     | Allerbur           | Wincrange         |
| Alscheid      | Alschent           | Kiischpelt        |
| Altlinster    | Allënster          | Junglinster       |
| Altrier       | Altréier           | Bech              |
| Altrodeschhof | Alrodeschhaff      | Consdorf          |
| Altwies       | Altwis             | Mondorf-les-Bains |
| Alzingen      | Alzeng             | Hesperange        |
| Angelsberg    | Aangelsbierg       | Fischbach         |
| Ansembourg    | Aansebuerg         | Helperknapp       |
| Antoniushof   | Antoniushaff       | Wincrange         |
| Arsdorf       | Uerschdref         | Rambrouch         |
| Aspelt        | Uespelt            | Frisange          |
| Assel         | Aassel             | Bous-Waldbredimus |
| Asselborn     | Aasselbur          | Wincrange         |
| Asselscheuer  | Aasselscheier      | Lorentzweiler     |

## B
| Nom                 | Nom luxembourgeois | Commune              |
| ------------------- | ------------------ | -------------------- |
| Banzelt             | Banzelt            | Betzdorf             |
| Basbellain          | Kierchen           | Troisvierges         |
| Bascharage          | Nidderkäerjeng     | Käerjeng             |
| Baschleiden         | Baschelt           | Boulaide             |
| Bastendorf          | Baastenduerf       | Tandel               |
| Bavigne             | Béiwen             | Lac de la Haute-Sûre |
| Beaufort            | Beefort            | Beaufort             |
| Bech                | Bech               | Bech                 |
| Bech-Kleinmacher    | Bech-Maacher       | Schengen             |
| Beckerich           | Biekerech          | Beckerich            |
| Beidweiler          | Beidler            | Junglinster          |
| Beiler              | Beeler             | Weiswampach          |
| Belvaux             | Bieles             | Sanem                |
| Berbourg            | Berbuerg           | Manternach           |
| Berchem             | Bierchem           | Roeser               |
| Berdorf             | Bäerdrëf           | Berdorf              |
| Bereldange          | Bäreldeng          | Walferdange          |
| Berg                | Bierg              | Betzdorf             |
| Bergem              | Biergem            | Mondercange          |
| Beringen            | Bieréng            | Mersch               |
| Beringerberg        | Bierengerbierg     | Mersch               |
| Berlé               | Bärel              | Winseler             |
| Berschbach          | Bierschbësch       | Mersch               |
| Bertrange           | Bartréng           | Bertrange            |
| Bettange-sur-Mess   | Betten op der Mess | Dippach              |
| Bettborn            | Bieberech          | Préizerdaul          |
| Bettel              | Bëttel             | Tandel               |
| Bettembourg         | Beetebuerg         | Bettembourg          |
| Bettendorf          | Bettenduerf        | Bettendorf           |
| Betzdorf            | Betzder            | Betzdorf             |
| Beyren              | Beiren             | Flaxweiler           |
| Bigelbach           | Bigelbaach         | Reisdorf             |
| Bigonville          | Bungeref           | Rambrouch            |
| Bigonville-Poteau   | Bungeref-Poteau    | Rambrouch            |
| Bilsdorf            | Bilschdref         | Rambrouch            |
| Binsfeld            | Bënzelt            | Weiswampach          |
| Birkelt             | Bierkelt           | Berdorf              |
| Bissen              | Biissen            | Bissen               |
| Bivange             | Béiweng            | Roeser               |
| Bivels              | Biwels             | Putscheid            |
| Biwer               | Biwer              | Biwer                |
| Biwerbach           | Biwerbaach         | Biwer                |
| Biwisch             | Biwwesch           | Troisvierges         |
| Blaschette          | Blaaschent         | Lorentzweiler        |
| Blumenthal          | Blummendall        | Bech et Junglinster  |
| Bockholtz           | Boukels            | Goesdorf             |
| Bockholtz           | Bukels             | Parc Hosingen        |
| Boevange            | Béigen             | Wincrange            |
| Boevange-sur-Attert | Béiwen-Atert       | Helperknapp          |
| Bofferdange         | Bouferdeng         | Lorentzweiler        |
| Bollendorf-Pont     | Bollenduerferbréck | Berdorf              |
| Bonnal              | Bommel             | Esch-sur-Sûre        |
| Born                | Bur                | Rosport-Mompach      |
| Born-Moulin         | Buerermillen       | Rosport-Mompach      |
| Boudler             | Buddeler           | Biwer                |
| Boudlerbach         | Buddelerbaach      | Biwer                |
| Boulaide            | Bauschelt          | Boulaide             |
| Bour                | Bur                | Helperknapp          |
| Bourglinster        | Buerglënster       | Junglinster          |
| Bourscheid          | Buerschent         | Bourscheid           |
| Bourscheid-Moulin   | Buerschter Millen  | Bourscheid           |
| Bourscheid-Plage    | Buurschter Plage   | Bourscheid           |
| Boursdorf           | Bueschdref         | Rosport-Mompach      |
| Bous                | Bus                | Bous-Waldbredimus    |
| Boxhorn             | Boxer              | Wincrange            |
| Brachtenbach        | Bruechtebaach      | Wincrange            |
| Brandenbourg        | Branebuerg         | Tandel               |
| Brattert            | Brattert           | Groussbus-Wal        |
| Breidfeld           | Breedelt           | Weiswampach          |
| Breidweiler         | Brädeler           | Consdorf             |
| Breinert            | Breinert           | Biwer                |
| Bricherhof (lb)     | Bricherhaff        | Luxembourg           |
| Bridel              | Briddel            | Kopstal              |
| Broderbour          | Brouderbur         | Bettendorf           |
| Brouch              | Bruch              | Biwer                |
| Brouch              | Bruch              | Helperknapp          |
| Budersberg          | Butschebuerg       | Dudelange            |
| Buderscheid         | Bitscht            | Goesdorf             |
| Burden              | Biirden            | Erpeldange-sur-Sûre  |
| Burmerange          | Biermereng         | Schengen             |
| Buschdorf           | Bëschdref          | Helperknapp          |
| Buschrodt           | Bëschrued          | Groussbus-Wal        |

## C
| Nom             | Nom luxembourgeois | Commune                   |
| --------------- | ------------------ | ------------------------- |
| Calmus          | Kaalmes            | Saeul                     |
| Canach          | Kanech             | Lenningen                 |
| Cap             | Kap                | Mamer                     |
| Capellen        | Kapellen           | Mamer                     |
| Carlshof        | Karelshaff         | Colmar-Berg               |
| Christnach      | Chrëschtnech       | Waldbillig                |
| Cinqfontaines   | Pafemillen         | Troisvierges et Wincrange |
| Claushof        | Claushaff          | Helperknapp               |
| Clemency        | Kënzeg             | Käerjeng                  |
| Clemenshof (lb) | Clemenshaff        | Bettendorf                |
| Clervaux        | Klierf             | Clervaux                  |
| Closdelt (lb)   | Closdellt          | Bourscheid                |
| Colbette        | Kolwent            | Echternach                |
| Colmar-Berg     | Kolmer-Bierg       | Colmar-Berg               |
| Colpach-Bas     | Nidderkolpech      | Ell                       |
| Colpach-Haut    | Uewerkolpech       | Ell                       |
| Consdorf        | Konsdref           | Consdorf                  |
| Consthum        | Konstem            | Parc Hosingen             |
| Contern         | Konter             | Contern                   |
| Crauthem        | Krautem            | Roeser                    |
| Crendal         | Kréindel           | Wincrange                 |
| Cruchten        | Kruuchten          | Nommern                   |

## D
| Nom          | Nom luxembourgeois | Commune                               |
| ------------ | ------------------ | ------------------------------------- |
| Dahl         | Dol                | Goesdorf                              |
| Dahlem       | Duelem             | Garnich                               |
| Dalheim      | Duelem             | Dalheim                               |
| Deiffelt     | Deewelt            | Wincrange                             |
| Deisermillen | Deisermillen       | Wormeldange                           |
| Dellen       | Dellen             | Groussbus-Wal                         |
| Derenbach    | Déierbech          | Wincrange                             |
| Dickweiler   | Dickweiler         | Rosport-Mompach                       |
| Diekirch     | Dikrech            | Diekirch                              |
| Differdange  | Déifferdeng        | Differdange                           |
| Dillingen    | Déiljen            | Beaufort                              |
| Dippach      | Dippech            | Dippach                               |
| Dippach-Gare | Dippecher-Gare     | Dippach                               |
| Dirbach      | Dirbech            | Bourscheid, Esch-sur-Sûre et Goesdorf |
| Doennange    | Diänjen            | Wincrange                             |
| Doncols      | Donkels            | Winseler                              |
| Dondelange   | Dondel             | Kehlen                                |
| Dorscheid    | Duerscht           | Parc Hosingen                         |
| Drauffelt    | Draufelt           | Clervaux                              |
| Dreiborn     | Dräibuer           | Wormeldange                           |
| Drinklange   | Drénkelt           | Troisvierges                          |
| Dudelange    | Diddeleng          | Dudelange                             |
| Duderhof     | Dudderhaff         | Luxembourg                            |

## E
| Nom              | Nom luxembourgeois | Commune             |
| ---------------- | ------------------ | ------------------- |
| Echternach       | Iechternach        | Echternach          |
| Ehlange-sur-Mess | Éiléng             | Reckange-sur-Mess   |
| Ehlerange        | Éilereng           | Sanem               |
| Ehnen            | Éinen              | Wormeldange         |
| Ehner            | Iener              | Saeul               |
| Eischen          | Äischen            | Habscht             |
| Eisenbach        | Eesbech            | Parc Hosingen       |
| Eisenborn        | Eesebur            | Junglinster         |
| Ell              | Ell                | Ell                 |
| Ellange          | Elleng             | Mondorf-les-Bains   |
| Eltz             | Elz                | Redange-sur-Attert  |
| Elvange          | Ielwen             | Beckerich           |
| Elvange          | Elveng             | Schengen            |
| Emerange         | Éimereng           | Schengen            |
| Emeschbach       | Éimeschbaach       | Wincrange           |
| Enscherange      | Äischer            | Kiischpelt          |
| Enteschbach      | Enteschbaach       | Bourscheid          |
| Eppeldorf        | Eppelduerf         | Vallée de l'Ernz    |
| Ermsdorf         | Iermsdref          | Vallée de l'Ernz    |
| Ernster          | Iernster           | Niederanven         |
| Ernzen           | Iernzen            | Larochette          |
| Erpeldange       | Ierpeldeng         | Erpeldange-sur-Sûre |
| Erpeldange       | Ierpeldeng         | Bous-Waldbredimus   |
| Erpeldange       | Ierpeldeng         | Wiltz               |
| Ersange          | Ierseng            | Bous-Waldbredimus   |
| Eschdorf         | Eschduerf          | Esch-sur-Sûre       |
| Eschette         | Éischent           | Rambrouch           |
| Esch-sur-Alzette | Esch-Uelzecht      | Esch-sur-Alzette    |
| Esch-sur-Sûre    | Esch-Sauer         | Esch-sur-Sûre       |
| Eschweiler       | Eeschler           | Junglinster         |
| Eschweiler       | Eschweiler         | Wiltz               |
| Eselborn         | Eeselbur           | Clervaux            |
| Essingen         | Essen              | Mersch              |
| Ettelbruck       | Ettelbréck         | Ettelbruck          |
| Everlange        | Iewerleng          | Useldange           |

## F
| Nom                  | Nom luxembourgeois | Commune                |
| -------------------- | ------------------ | ---------------------- |
| Fausermuehle         | Fausermillen       | Mertert                |
| Fennange             | Fënnéng            | Bettembourg            |
| Fentange             | Fenteng            | Hesperange             |
| Filsdorf             | Fëlschdref         | Dalheim                |
| Findel               | Findel             | Sandweiler             |
| Fingig               | Féngeg             | Käerjeng               |
| Finsterthal          | Féinsterdall       | Helperknapp            |
| Fischbach            | Fëschbech          | Clervaux               |
| Fischbach            | Fëschbech          | Fischbach              |
| Flatzbour            | Flatzbur           | Rambrouch              |
| Flaxweiler           | Fluessweller       | Flaxweiler             |
| Flebour (Boulaide)   | Fléiber            | Boulaide               |
| Flebour (Bourscheid) | Fléiber            | Bourscheid             |
| Foetz                | Féiz               | Mondercange            |
| Folkendange          | Folkendeng         | Vallée de l'Ernz       |
| Folschette           | Foulscht           | Rambrouch              |
| Fond-de-Gras         | Fond-de-Gras       | Differdange et Pétange |
| Fond de Heiderscheid | Heischtergronn     | Esch-sur-Sûre          |
| Fossenhof            | Fossenhaff         | Clervaux               |
| Fouhren              | Furen              | Tandel                 |
| Freckeisen           | Freckeisen         | Waldbillig             |
| Frohmuehle           | Fromillen          | Schengen               |
| Friedbusch           | Fridbësch          | Bourscheid             |
| Friedhof             | Fridhaff           | Diekirch               |
| Frisange             | Fréiseng           | Frisange               |

## G
| Nom           | Nom luxembourgeois | Commune             |
| ------------- | ------------------ | ------------------- |
| Garnich       | Garnech            | Garnich             |
| Gaichel       | Gäichel            | Habscht             |
| Geierhaff     | Geierhaff          | Parc Hosingen       |
| Gemenerhof    | Gemeenerhaff       | Consdorf            |
| Geyershof     | Geieschhaff        | Bech                |
| Gilsdorf      | Gilsdref           | Bettendorf          |
| Girst         | Giischt            | Rosport-Mompach     |
| Girsterklaus  | Giischterklaus     | Rosport-Mompach     |
| Givenich      | Giwenech           | Rosport-Mompach     |
| Godbrange     | Guedber            | Junglinster         |
| Goebelsmuhle  | Giewelsmillen      | Bourscheid          |
| Goeblange     | Giewel             | Koerich             |
| Goedange      | Géidgen            | Troisvierges        |
| Goesdorf      | Géisdref           | Goesdorf            |
| Goetzingen    | Gëtzen             | Koerich             |
| Gonderange    | Gonneréng          | Junglinster         |
| Gosseldange   | Gousseldeng        | Lintgen             |
| Gostingen     | Gouschténg         | Flaxweiler          |
| Gralingen     | Grooljen           | Putscheid           |
| Grand-Bevange | Groussbéiweng      | Garnich             |
| Grass         | Grass              | Steinfort           |
| Graulinster   | Grolënster         | Bech et Junglinster |
| Greisch       | Gräisch            | Habscht             |
| Greiveldange  | Greiweldeng        | Stadtbredimus       |
| Grevels       | Gréiwels           | Groussbus-Wal       |
| Grentzingen   | Grenzen            | Ettelbruck          |
| Grevenknapp   | Gréiweknapp        | Helperknapp         |
| Grevenmacher  | Gréiwemaacher      | Grevenmacher        |
| Grindhausen   | Grandsen           | Clervaux            |
| Grosbous      | Groussbus          | Groussbus-Wal       |
| Grummelscheid | Grëmmelescht       | Winseler            |
| Grundhof      | Grondhaff          | Beaufort et Berdorf |

## H
| Nom                 | Nom luxembourgeois | Commune              |
| ------------------- | ------------------ | -------------------- |
| Hachiville          | Helzen             | Wincrange            |
| Hagelsdorf          | Haastert           | Biwer                |
| Hagen               | Hoen               | Steinfort            |
| Haller              | Haler              | Waldbillig           |
| Hamiville           | Heesdref           | Wincrange            |
| Harlange            | Harel              | Lac de la Haute-Sûre |
| Hassel              | Haassel            | Weiler-la-Tour       |
| Haut-Martelange     | Uewermaarteleng    | Rambrouch            |
| Hautbellain         | Beessleck          | Troisvierges         |
| Hautcharage         | Uewerkäerjeng      | Käerjeng             |
| Heffingen           | Hiefenech          | Heffingen            |
| Heiderscheid        | Heischent          | Esch-sur-Sûre        |
| Heinerscheid        | Hengescht          | Clervaux             |
| Heisdorf            | Heeschdrëf         | Steinsel             |
| Heispelt            | Heeschpelt         | Groussbus-Wal        |
| Helfenterbruck (lb) | Helfenterbréck     | Bertrange            |
| Hellange            | Helleng            | Frisange             |
| Helmdange           | Hielem             | Lorentzweiler        |
| Helmsange           | Helsem             | Walferdange          |
| Hemstal             | Hemstel            | Bech                 |
| Herborn             | Hierber            | Rosport-Mompach      |
| Herrenberg          | Härebierg          | Diekirch             |
| Hersberg            | Heeschbrech        | Bech                 |
| Hesperange          | Hesper             | Hesperange           |
| Hierheck            | Hierheck           | Esch-sur-Sûre        |
| Hinkel              | Henkel             | Rosport-Mompach      |
| Hinterhassel        | Hannerhaassel      | Wincrange            |
| Hirtzenhof (lb)     | Hierzenhaff        | Feulen               |
| Hivange             | Héiweng            | Garnich              |
| Hobscheid           | Habscht            | Habscht              |
| Hoesdorf            | Héischdref         | Reisdorf             |
| Hoffelt             | Houfelt            | Wincrange            |
| Hollenfels          | Huelmes            | Helperknapp          |
| Holler              | Holler             | Weiswampach          |
| Hollermühle         | Hollermillen       | Weiswampach          |
| Holtz               | Holz               | Rambrouch            |
| Holzem              | Holzem             | Mamer                |
| Holzthum            | Holztem            | Parc Hosingen        |
| Hoscheid            | Houschent          | Parc Hosingen        |
| Hoscheid-Dickt      | Houschter-Déckt    | Parc Hosingen        |
| Hoscheidterhof      | Houschterhaff      | Putscheid et Tandel  |
| Hosingen            | Housen             | Parc Hosingen        |
| Hostert             | Hueschtert         | Niederanven          |
| Hostert             | Hueschtert         | Rambrouch            |
| Hovelange           | Huewel             | Beckerich            |
| Howald              | Houwald            | Hesperange           |
| Hettermillen        | Hëttermillen       | Stadtbredimus        |
| Huldange            | Huldang            | Troisvierges         |
| Huldange-Forge      | Schmëdd            | Troisvierges         |
| Huncherange         | Hëncheréng         | Bettembourg          |
| Hunsdorf            | Hënsdref           | Lorentzweiler        |
| Hupperdange         | Hëpperdang         | Clervaux             |
| Huttange            | Hitten             | Beckerich            |

## I
| Nom       | Nom luxembourgeois | Commune             |
| --------- | ------------------ | ------------------- |
| Imbringen | Amber              | Junglinster         |
| Ingeldorf | Angelduerf         | Erpeldange-sur-Sûre |
| Insenborn | Ënsber             | Esch-sur-Sûre       |
| Itzig     | Izeg               | Hesperange          |

## J
| Nom         | Nom luxembourgeois | Commune     |
| ----------- | ------------------ | ----------- |
| Junglinster | Jonglënster        | Junglinster |

## K
| Nom            | Nom luxembourgeois | Commune                        |
| -------------- | ------------------ | ------------------------------ |
| Kaaspelterhof  | Kaaspelt           | Clervaux                       |
| Kaesfurt       | Kéisfuert          | Clervaux                       |
| Kahler         | Koler              | Garnich                        |
| Kalborn        | Kaalber            | Clervaux                       |
| Kalkesbach     | Kalkesbaach        | Berdorf et Consdorf            |
| Kapenacker     | Kapenaker          | Wormeldange                    |
| Kapweiler      | Kapwëller          | Saeul                          |
| Kaundorf       | Kauneref           | Lac de la Haute-Sûre           |
| Kautenbach     | Kautebaach         | Kiischpelt                     |
| Kayl           | Käl                | Kayl                           |
| Kehlen         | Kielen             | Kehlen                         |
| Kehmen         | Kiemen             | Bourscheid                     |
| Keispelt       | Keespelt           | Kehlen                         |
| Keiwelbach     | Keiwelsbaach       | Bettendorf et Vallée de l'Ernz |
| Këppenhaff     | Këppenhaff         | Tandel                         |
| Kirelshof      | Kirelshaff         | Clervaux                       |
| Kleemühle      | Kléimillen         | Weiswampach                    |
| Kleinbettingen | Klengbetten        | Steinfort                      |
| Klingelscheuer | Kléngelscheier     | Lorentzweiler                  |
| Knaphoscheid   | Knapphouschent     | Wiltz                          |
| Kobenbour      | Kuebebuer          | Bech                           |
| Kuelbecherhaff | Kuelbécherhaff     | Helperknapp                    |
| Kockelscheuer  | Kockelscheier      | Roeser                         |
| Koedange       | Kéideng            | Fischbach                      |
| Koerich        | Käerch             | Koerich                        |
| Koetschette    | Kietscht           | Rambrouch                      |
| Kopstal        | Koplescht          | Kopstal                        |
| Kuborn         | Kéiber             | Groussbus-Wal                  |

## L
| Nom           | Nom luxembourgeois | Commune                 |
| ------------- | ------------------ | ----------------------- |
| Lamadelaine   | Rolleng            | Pétange                 |
| Landscheid    | Laaschent          | Tandel                  |
| Lannen        | Lannen             | Redange-sur-Attert      |
| Larochette    | Fiels              | Larochette              |
| Lasauvage     | Zowaasch           | Differdange             |
| Lausdorn      | Lausduer           | Clervaux et Weiswampach |
| Lauterborn    | Lauterbur          | Echternach              |
| Leesbach      | Léisbech           | Habscht                 |
| Lehrhof       | Léierhaff          | Groussbus-Wal           |
| Leithum       | Leetem             | Weiswampach             |
| Lellig        | Lelleg             | Manternach              |
| Lellingen     | Lellgen            | Kiischpelt              |
| Lenningen     | Lenneng            | Lenningen               |
| Lentzweiler   | Lenzweiler         | Wincrange               |
| Leudelange    | Leideleng          | Leudelange              |
| Levelange     | Liewel             | Beckerich               |
| Liefrange     | Léifreg            | Lac de la Haute-Sûre    |
| Lieler        | Léiler             | Clervaux                |
| Lilien        | Liljen             | Rosport-Mompach         |
| Limpach       | Lampech            | Reckange-sur-Mess       |
| Linger        | Lénger             | Käerjeng                |
| Lintgen       | Lëntgen            | Lintgen                 |
| Lipperscheid  | Lëppschent         | Bourscheid              |
| Livange       | Léiweng            | Roeser                  |
| Longsdorf     | Longsdref          | Tandel                  |
| Lorentzweiler | Luerenzweiler      | Lorentzweiler           |
| Lullange      | Lëllgen            | Wincrange               |
| Lultzhausen   | Lëlz               | Esch-sur-Sûre           |
| Luxembourg    | Lëtzebuerg         | Luxembourg              |

## M
| Nom               | Nom luxembourgeois | Commune                  |
| ----------------- | ------------------ | ------------------------ |
| Machtum           | Meechtem           | Wormeldange              |
| Mamer             | Mamer              | Mamer                    |
| Manternach        | Manternach         | Manternach               |
| Marienthal        | Mariendall         | Helperknapp              |
| Marnach           | Maarnech           | Clervaux                 |
| Marscherwald      | Marscherwald       | Consdorf                 |
| Masseler          | Maasseler          | Goesdorf                 |
| Maulusmühle       | Maulesmillen       | Weiswampach et Wincrange |
| Mecher            | Mecher             | Clervaux                 |
| Mecher            | Meecher            | Lac de la Haute-Sûre     |
| Medernach         | Miedernach         | Vallée de l'Ernz         |
| Medingen          | Méideng            | Contern                  |
| Meispelt          | Meespelt           | Kehlen                   |
| Mensdorf          | Menster            | Betzdorf                 |
| Merkholtz         | Mäerkels           | Kiischpelt               |
| Mersch            | Miersch            | Mersch                   |
| Merscheid         | Merscheet          | Esch-sur-Sûre            |
| Merscheid         | Mierschent         | Putscheid                |
| Mertert           | Mäertert           | Mertert                  |
| Mertzig           | Mäerzeg            | Mertzig                  |
| Meysembourg       | Meesebuerg         | Larochette               |
| Michelau          | Méchela            | Bourscheid               |
| Michelbouch       | Méchelbuch         | Vichten                  |
| Michelshof        | Méchelshaff        | Consdorf                 |
| Moersdorf         | Méischdref         | Rosport-Mompach          |
| Moesdorf          | Miesdref           | Mersch                   |
| Moestroff         | Méischtref         | Bettendorf               |
| Mompach           | Mompech            | Rosport-Mompach          |
| Mondercange       | Monnerech          | Mondercange              |
| Mondorf-les-Bains | Munneref           | Mondorf-les-Bains        |
| Moutfort          | Mutfert            | Contern                  |
| Mullendorf        | Mëllerëf           | Steinsel                 |
| Mullerthal        | Mëllerdall         | Waldbillig               |
| Munsbach          | Mënsbech           | Schuttrange              |
| Munschecker       | Mënjecker          | Manternach               |
| Munshausen        | Munzen             | Clervaux                 |

## N
| Nom                       | Nom luxembourgeois | Commune              |
| ------------------------- | ------------------ | -------------------- |
| Nachtmanderscheid         | Nuechtmanescht     | Putscheid            |
| Nagem                     | Nojem              | Redange-sur-Attert   |
| Neidhausen                | Näidsen            | Parc Hosingen        |
| Neudorf (Luxembourg) (lb) | Neiduerf           | Luxembourg           |
| Neuhäusgen                | Neihaischen        | Schuttrange          |
| Neunhausen                | Néngsen            | Esch-sur-Sûre        |
| Niederanven               | Nidderaanwen       | Niederanven          |
| Niederdonven              | Nidderdonwen       | Flaxweiler           |
| Niederfeulen              | Nidderfeelen       | Feulen               |
| Niederglabach             | Nidderglabech      | Nommern              |
| Niederkorn                | Nidderkuer         | Differdange          |
| Niederpallen              | Nidderpallen       | Redange-sur-Attert   |
| Niederwampach             | Nidderwampech      | Wincrange            |
| Nocher                    | Nacher             | Goesdorf             |
| Nocher-Route              | Nacherstrooss      | Goesdorf et Wiltz    |
| Noerdange                 | Näerden            | Beckerich            |
| Noertrange                | Näertreg           | Winseler             |
| Noertzange                | Näerzeng           | Bettembourg          |
| Nommern                   | Noumer             | Nommern              |
| Nospelt                   | Nouspelt           | Kehlen               |
| Nothum                    | Noutem             | Lac de la Haute-Sûre |

## O
| Nom           | Nom luxembourgeois | Commune            |
| ------------- | ------------------ | ------------------ |
| Oberanven     | Ueweraanwen        | Niederanven        |
| Oberdonven    | Uewerdonwen        | Flaxweiler         |
| Obereisenbach | Uewereesbech       | Parc Hosingen      |
| Oberfeulen    | Uewerfeelen        | Feulen             |
| Oberglabach   | Uewerglabech       | Nommern            |
| Oberkorn      | Uewerkuer          | Differdange        |
| Oberpallen    | Uewerpallen        | Beckerich          |
| Oberschlinder | Uewer-Schlënner    | Parc Hosingen      |
| Oberwampach   | Uewerwampech       | Wincrange          |
| Openthalt     | Openthalt          | Helperknapp        |
| Oetrange      | Éiter              | Contern            |
| Olingen       | Ouljen             | Betzdorf           |
| Olm           | Ollem              | Kehlen             |
| Ospern        | Osper              | Redange-sur-Attert |
| Osweiler      | Uesweller          | Rosport-Mompach    |

## P
| Nom              | Nom luxembourgeois | Commune           |
| ---------------- | ------------------ | ----------------- |
| Peppange         | Peppeng            | Roeser            |
| Perlé            | Pärel              | Rambrouch         |
| Pétange          | Péiteng            | Pétange           |
| Petit-Bevange    | Klengbéiweng       | Garnich           |
| Petit-Nobressart | Kleng-Elchert      | Ell               |
| Pettingen        | Pëtten             | Mersch            |
| Pintsch          | Pënsch             | Kiischpelt        |
| Pissange         | Pisséng            | Reckange-sur-Mess |
| Platen           | Platen             | Préizerdaul       |
| Pommerloch       | Pommerlach         | Winseler          |
| Pontpierre       | Steebrécken        | Mondercange       |
| Pratz            | Proz               | Préizerdaul       |
| Prettingen       | Pretten            | Lintgen           |
| Preizerdaul      | Préizerdaul        | Preizerdaul       |
| Putscheid        | Pëtscht            | Putscheid         |

## R
| Nom                | Nom luxembourgeois  | Commune            |
| ------------------ | ------------------- | ------------------ |
| Rambrouch          | Rammerech           | Rambrouch          |
| Rameldange         | Rammeldang          | Niederanven        |
| Reckange           | Recken              | Mersch             |
| Reckange-sur-Mess  | Reckeng op der Mess | Reckange-sur-Mess  |
| Reckingerhof       | Reckingerhaff       | Dalheim            |
| Redange            | Réiden              | Redange-sur-Attert |
| Reichlange         | Räichel             | Redange-sur-Attert |
| Reimberg           | Rëmmereg            | Préizerdaul        |
| Reisdorf           | Reisduerf           | Reisdorf           |
| Remerschen         | Rëmerschen          | Schengen           |
| Remich             | Réimech             | Remich             |
| Reuland            | Reiland             | Heffingen          |
| Reuler             | Reiler              | Clervaux           |
| Riesenhof          | Riesenhaff          | Rambrouch          |
| Rindschleiden      | Randschelt          | Groussbus-Wal      |
| Ringel             | Réngel              | Esch-sur-Sûre      |
| Rippig             | Rippeg              | Bech               |
| Rippweiler         | Rippweiler          | Useldange          |
| Rodange            | Rodange             | Pétange            |
| Rodenbourg         | Roudemer            | Junglinster        |
| Roder              | Rueder              | Clervaux           |
| Rodershausen       | Rouderssen          | Parc Hosingen      |
| Roedgen            | Riedgen             | Reckange-sur-Mess  |
| Roeser             | Réiser              | Roeser             |
| Roedt              | Réid                | Bous-Waldbredimus  |
| Rolling            | Rolleng             | Bous-Waldbredimus  |
| Rollingen          | Rolleng             | Mersch             |
| Rombach-Martelange | Roumicht            | Rambrouch          |
| Roodt              | Rued                | Ell                |
| Roodt-sur-Eisch    | Rued                | Habscht            |
| Roodt-sur-Syre     | Rued-Sir            | Betzdorf           |
| Roost              | Rouscht             | Bissen             |
| Rosport            | Rouspert            | Rosport-Mompach    |
| Rossmühle          | Rossmillen          | Weiswampach        |
| Roullingen         | Rulljen             | Wiltz              |
| Rumelange          | Rëmeleng            | Rumelange          |
| Rumlange           | Rëmeljen            | Wincrange          |

## S
| Nom                   | Nom luxembourgeois | Commune              |
| --------------------- | ------------------ | -------------------- |
| Saeul                 | Sëll               | Saeul                |
| Sandweiler            | Sandweiler         | Sandweiler           |
| Sanem                 | Suessem            | Sanem                |
| Sassel                | Saassel            | Wincrange            |
| Savelborn             | Suewelbur          | Vallée de l'Ernz     |
| Schandel              | Schandel           | Useldange            |
| Scheidel              | Scheedel           | Bourscheid           |
| Scheidgen             | Scheedgen          | Consdorf             |
| Schengen              | Schengen           | Schengen             |
| Scheuerberg           | Scheierbierg       | Bous-Waldbredimus    |
| Schieren              | Schieren           | Schieren             |
| Schifflange           | Schëffleng         | Schifflange          |
| Schiltzberg           | Schiltzbierg       | Fischbach            |
| Schimpach             | Schëmpech          | Wincrange            |
| Schleif               | Schleef            | Winseler             |
| Schlindermanderscheid | Schlënnermanescht  | Bourscheid           |
| Schoenfels            | Schëndels          | Mersch               |
| Schoos                | Schous             | Fischbach            |
| Schouweiler           | Schuller           | Dippach              |
| Schrassig             | Schraasseg         | Schuttrange          |
| Schrondweiler         | Schrondweiler      | Nommern              |
| Schuttrange           | Schëtter           | Schuttrange          |
| Schwebach             | Schwéibech         | Saeul                |
| Schwebach-Pont (lb)   | Schweebecherbréck  | Saeul                |
| Schwebsange           | Schwéidsbengen     | Schengen             |
| Schweich              | Schweech           | Beckerich            |
| Schwiedelbrouch       | Schwiddelbrouch    | Rambrouch            |
| Selscheid             | Selschent          | Wiltz                |
| Seltz (Luxembourg)    | Selz               | Bettendorf et Tandel |
| Senningen             | Senneng            | Niederanven          |
| Senningerberg         | Sennengerbierg     | Niederanven          |
| Septfontaines         | Simmern            | Habscht              |
| Siebenaler            | Siwwenaler         | Clervaux             |
| Simmerfarm            | Simmerfarm         | Habscht              |
| Simmerschmelz         | Simmerschmelz      | Habscht              |
| Soleuvre              | Zolwer             | Sanem                |
| Sonlez                | Soller             | Winseler             |
| Sprinkange            | Sprénkeng          | Dippach              |
| Stadtbredimus         | Stadbriedemes      | Stadtbredimus        |
| Staffelstein          | Staafelter         | Niederanven          |
| Stegen                | Steën              | Vallée de l'Ernz     |
| Steinfort             | Stengefort         | Steinfort            |
| Steinheim             | Steenem            | Rosport-Mompach      |
| Steinsel              | Steesel            | Steinsel             |
| Stockem               | Stackem            | Wincrange            |
| Stolzembourg          | Stolzebuerg        | Putscheid            |
| Strassen              | Stroossen          | Strassen             |
| Stuppicht             | Stuppecht          | Fischbach            |
| Surré                 | Sir                | Boulaide             |
| Syren                 | Siren              | Weiler-la-Tour       |

## T
| Nom          | Nom luxembourgeois | Commune              |
| ------------ | ------------------ | -------------------- |
| Tadler       | Todler             | Esch-sur-Sûre        |
| Tandel       | Tandel             | Tandel               |
| Tarchamps    | Iischpelt          | Lac de la Haute-Sûre |
| Tétange      | Téiteng            | Kayl                 |
| Tintesmühle  | Tëntesmillen       | Clervaux             |
| Trintange    | Trënteng           | Bous-Waldbredimus    |
| Troine       | Tratten            | Wincrange            |
| Troine-Route | Trätterstrooss     | Wincrange            |
| Troisvierges | Ëlwen              | Troisvierges         |
| Tuntange     | Tënten             | Helperknapp          |

## U
| Nom            | Nom luxembourgeois | Commune       |
| -------------- | ------------------ | ------------- |
| Uebersyren     | Iwwersiren         | Schuttrange   |
| Untereisenbach | Ënnereesbech       | Parc Hosingen |
| Unterschlinder | Ënner-Schlënner    | Parc Hosingen |
| Urspelt        | Ischpelt           | Clervaux      |
| Useldange      | Useldeng           | Useldange     |

## V
| Nom     | Nom luxembourgeois | Commune |
| ------- | ------------------ | ------- |
| Vianden | Veianen            | Vianden |
| Vichten | Viichten           | Vichten |

## W
| Nom              | Nom luxembourgeois  | Commune              |
| ---------------- | ------------------- | -------------------- |
| Wahl             | Wal                 | Groussbus-Wal        |
| Wahlhausen       | Wuelessen           | Parc Hosingen        |
| Waldbillig       | Waldbëlleg          | Waldbillig           |
| Waldbredimus     | Waldbriedemes       | Bous-Waldbredimus    |
| Waldhof          | Waldhaff            | Niederanven          |
| Walferdange      | Walfer              | Walferdange          |
| Wallendorf-Pont  | Wallenduerfer-Bréck | Reisdorf             |
| Walsdorf         | Waalsdref           | Tandel               |
| Warken           | Waarken             | Ettelbruck           |
| Wasserbillig     | Waasserbëlleg       | Mertert              |
| Watrange         | Walter              | Lac de la Haute-Sûre |
| Wecker           | Wecker              | Biwer                |
| Weicherdange     | Wäicherdang         | Clervaux             |
| Weidingen        | Wegdichen           | Wiltz                |
| Weiler           | Weller              | Putscheid            |
| Weilerbach       | Weilerbaach         | Berdorf              |
| Weiler-la-Tour   | Weiler zum Tuerm    | Weiler-la-Tour       |
| Weiswampach      | Wäiswampech         | Weiswampach          |
| Welfrange        | Welfreng            | Dalheim              |
| Wellenstein      | Wellesteen          | Schengen             |
| Welscheid        | Welschent           | Bourscheid           |
| Welsdorf         | Welsdref            | Colmar-Berg          |
| Wemperhardt      | Wämperhaart         | Weiswampach          |
| Weydig           | Weidig              | Biwer                |
| Weyer            | Weier               | Fischbach            |
| Wickrange        | Wickreng            | Reckange-sur-Mess    |
| Wiltz            | Wolz                | Wiltz                |
| Wilwerdange      | Wilwerdang          | Troisvierges         |
| Wilwerwiltz      | Wëlwerwolz          | Kiischpelt           |
| Wincrange        | Wëntger             | Wincrange            |
| Windhof          | Wandhaff            | Koerich              |
| Winseler         | Wanseler            | Winseler             |
| Wintrange        | Wëntreng            | Schengen             |
| Wirtgensmuehle   | Wirtgensmillen      | Clervaux             |
| Wolper           | Wuelper             | Consdorf             |
| Wolwelange       | Wolwen              | Rambrouch            |
| Wormeldange      | Wormer              | Wormeldange          |
| Wormeldange-Haut | Uewerwuermeldeng    | Wormeldange          |

## Z
| Nom    | Nom luxembourgeois | Commune |
| ------ | ------------------ | ------- |
| Zittig | Zëtteg             | Bech    |